# Rock'n爆音
『Rock'n爆音』（ロックンコール）は、古沢優による日本の漫画作品。『月刊少年チャンピオン』（秋田書店）にて、1998年から2003年7月号まで連載。

## あらすじ
超ワルが集まる不良校・森熊高校に入学してきたのは、超バカで自分がルールの正木梅。そんな梅が繰り広げる学園暴走族コメディ。

## 登場人物
正木 梅（まさき うめ）
森熊高校1年1組→京星学園1年I組。一年一組総長 兼 凶愛連合総長。
本作の主人公。周りからは「梅」もしくは「正木」、真穂からは「梅ちゃん」と呼ばれる。
超がつくほどのバカであり、自分がルールの如く型破りな振る舞いが目立つため、度々周りを悩ませている。実家は正木組で組長の三男坊。兄に「松（まつ）」、「竹（たけ）」がいる。真穂とは幼いころに交流があり、東京大学へ入る約束をしていたが、本人は忘れている。
喧嘩は非常に強く、凶器の使用や不意打ち、大人数による袋叩きがなければ負けることはない。また、意図しているのか無意識なのかは不明だが、相手の攻撃を受け流す技術を持ち、回復力も非常に強い。バカではあるものの他人を惹きつける魅力があり、凶愛連合総長に就任してからはリーダーとしての才能を窺わせたり、正木組関係者からは「組をしょって立つ」とも評されている。周囲を振り回しているものの仲間への思いやりは深く、自分の関係者が傷つけられたりすると激怒する。
アダルトビデオやエロ雑誌に目がなく、高校生にも関わらずレンタルしたり、袋とじを開けたりしている。また、バイクのコールにも拘りがあるが技術自体は高くない。愛車はアッパーカウルにエビテールを備えたフレアラインのカワサキ・ゼファーで、ヤスが組み立ててくれたこともあって非常に大切にしている。

北島 真穂（きたじま まほ）
県内屈指のお嬢様進学校・京星学園の特待生。梅とは幼いころに交流があり、東大へ入って再会する約束を守るため、梅がその約束を忘れているのも知らずに勉強の日々を送ってきた。そのため、可愛らしい見た目ではあるものの恋愛経験などは全くないほか、常人とは異なる感覚を持っていたり「夜魔猫」をサッカーチームと勘違いしていたりなど天然な一面もある。
高校入学時に梅とは度々顔を合わせていたが、当初は正体に気づいていなかったばかりか「ゾクラー」とバカにしていた。しかし、クラス分けの試験でケアレスミスを犯してI組に入れられたこと、そこに編入してきた森熊高校1年1組の中に梅がいたことを知り絶望する。梅には度々振り回されているものの、学校生活を送っていく中で「梅ちゃん」と呼ぶようになり、次第に想いを寄せていくようになる。

### 一年一組（いちねんいちくみ）
森熊高校1年1組で構成されるチーム。総勢11名と少ないが、梅や小野といった主力メンバーの実力は高く、凶愛連合の新たな総本部となってからは県外にまで名を広げる。
正木 梅（まさき うめ）
#梅を参照。
小野 真彦（おの まさひこ）
森熊高校1年1組→京星学園1年I組。凶愛連合特攻隊長。
パンチパーマが特徴の男。梅に次いで喧嘩が強く、硬派かつ常識的な性格もあって周りからは頼りにされており、一年一組と凶愛連合の実質的なNo.2として認識されている。梅とは色々と対照的だが、彼の型破りな振る舞いにも難色を示すことは少ない。両親は仕事の関係で海外にいるらしく、雷人の光とは幼い頃からの友人。
一年一組が凶愛連合の総本部になってからも中核として活動していたが、再会を果たした光がギャングの暴行を受けて死亡してしまい、彼の遺志を継ぐためにも一年一組を脱退して雷人の総長を引き受けることとなり、梅とタイマンになる。結果的には梅に一蹴されてしまうも脱退を認められ、餞別としてエロ雑誌と凶愛連合のステッカーを貰って去っていった。移籍後は余所者ということもあってメンバー達からは不満を抱かれて諦めかけていたが、次第に信頼を得るようになり、凶愛連合と爆連団の抗争には応援として駆けつける。
愛車はシングルディスクブレーキを残しつつ550ccエンジンを積んだカワサキ・Z400FX。元々は幼少期に可愛がってくれた“拓兄ちゃん”が乗っており、彼が事故死した後は「夜魔猫」のメンバーに渡っていたが、そのメンバーも事故死した曰くつきの単車。二度の事故を経ても大きな損傷がないまま自身の手に渡ってきたため宿命のようなものを感じており、拓兄ちゃんの仕様を変えることなく乗っている。
桜井 敦也（さくらい あつや）
森熊高校1年1組→京星学園1年I組。凶愛連合奇襲隊長。
ガッチリ固めたリーゼントが特徴。森熊高校入学時にはクラスの頭を決める戦いに名乗りを挙げ、内館を倒したが小野には完敗した。実力は高いものの、リーゼントを庇いながら喧嘩をするのが弱点。愛車はロケットカウルを備えた単車。
山田 大作（やまだ だいさく）
森熊高校1年1組→京星学園1年I組。凶愛連合親衛隊長。
髭にハイネックが特徴の巨漢。詳細は不明だが、親衛隊長を任されるほどの実力の持ち主。愛車は星形マークにデュアルヘッドライトを備えた単車。
副田 明雄（ふくだ あきお）
森熊高校1年1組→京星学園1年I組。
サングラスが特徴の小柄な男。喧嘩の描写はないものの、街の不良事情や噂といった様々な情報に詳しく、チームの参謀的な役割を果たしている。凶愛連合の守屋達といたところを大島に襲われて重傷を負うが、後に退院する。自分の単車に乗っている描写はなく、小野の後ろに乗っていることが多い。
安藤 光二（あんどう こうじ）
森熊高校1年1組→京星学園1年I組。
モヒカンが特徴の男。自分の単車に乗っている描写はなく、桜井の後ろに乗っている描写が多い。
内館 英一郎（うちだて えいいちろう）
森熊高校1年1組→京星学園1年I組。
桜井と同じようなガッチリ整えたリーゼントが特徴だが、色は異なる。森熊入学時にはクラスの頭を決める戦いに名乗りを挙げていたが、桜井に倒される。愛車はリーゼント風防の単車。
田北 純（たきた じゅん）
森熊高校1年1組→京星学園1年I組。
明雄と同じような頭をしている小柄な男。根性がないうえに喧嘩も弱く、大抵は耕一と早々に脱落しているが、梅のピンチを救ったことも。自分の単車に乗っている描写はなく、山田の後ろに乗っている。
土田 健（つちだ けん）
森熊高校1年1組→京星学園1年I組。
山田と同じくらい大柄な男。京星学園編入時に教師達から「誰が“オートバイ”で通学していいと言いました」と言われた際は、「誰も“単車”で通学しちゃいけないなんて言ってないっスよ」と言っていた。愛車は新幹線風防に旭日章カラーの単車。
弘瀬 秀（ひろせ しゅう）
森熊高校1年1組→京星学園1年I組。
リーゼントに髭が特徴。京星学園編入時には五月にちょっかいをかけていた。愛車は角目ヘッドライトの単車。
渡辺 耕一（わたなべ こういち）
森熊高校1年1組→京星学園1年I組。
純と同じく喧嘩が弱いうえに根性もない。自分の単車に乗っている描写はなく、弘瀬の後ろに乗っている。

### 森熊高校（もりくまこうこう）
一帯で悪名を知らない者はいないほどの不良校。偏差値は限りなく低く、入試には九九が出ると噂されるほか、学校名だけで家庭教師も断られる。三年生のみが単車や車での通学を許されているが、梅によって破られた。
梅の代は11名しか新入生がおらず、隣町に新設校が出来たこともあって廃校が決まっている。
森田 敦夫（もりた あつお）
通称「あっちゃん」。梅より2つ歳上で五月の恋人。梅と同じくアダルトビデオやエロ雑誌に目がなく、なおかつセンスも同じであるため、初対面時で意気投合している。
かつてはサッカーの有名選手として将来を希望されていたが、五月を守るために暴力事件を起こして夢を断たれている。その後は森熊に流れ着き、梅と同じく一年生でありながら単車で通学するなど目立っていたが、ある時に極道3人を半殺しにしたことで少年院に入れられていた。しかし、その相手が梅の父の命を狙っていたため、梅の父とヤスからは恩人として尊敬されている。
喧嘩は非常に強く、劇中で梅が倒せなかった唯一の相手。特に蹴りの威力は凄まじく、樹の顔を陥没させるほど。森熊時代は総番として見做されていた。
2年の刑期を終えて森熊に復学し、スカウトされてプロサッカー選手の卵として練習の日々を送るも、プロの厳しさの前に挫折し、自暴自棄となった末に「夜魔猫」の新たな総長として梅の前に立ちはだかる。ヤスに誤って重傷を負わせたことで梅と本格的に対立し、自分へのケジメをつけるためにも互いのチームの存続を懸けて壮絶なタイマンへ発展する。序盤は圧倒するものの、梅のタフさと攻撃をいなす技術に苦戦して追い詰められていき、最後は一年一組を逃したうえで警察に逮捕される。
逮捕後は罪を全て被り、五月にも「自分の道を歩んでくれ」と手紙で別れを告げた。
文治（ぶんじ）
森熊の生徒。単車のテクはピカイチで、チキンレースでは梅と対決したが、そもそもルールを知らなかった梅の前では勝負が有耶無耶になった。
校長
森熊の校長。
廃校が決まり、梅達1年1組を京星学園に編入させる。
安藤（あんどう）
森熊の生活指導教師。
柔道の達人で、問題を起こした生徒には乱取りの名目で厳しい指導を与えるため非常に恐れられている。梅の父とも面識があるようで、梅達が京星学園に編入した際は自身も監視役として赴任している。

### 京星学園（きょうせいがくえん）
県内屈指のお嬢様進学校で東大合格の実績も高い。森熊とは同じ沿線に校舎がある。劇中の描写からクリスチャン系の学校と思われる。
北島 真穂（きたじま まほ）
#真穂を参照。
吉野 五月（よしの さつき）
京星学園1年I組。
学校一の問題児とされ、喫煙もしている。I組に入れられて落ち込む真穂に厳しい言葉を投げつつも、彼女を気にかけるなど根は優しい性格。森田とは恋人関係にある。
森田が挫折して夜魔猫の総長に就任した際は、梅達との関係が悪化することを覚悟の上で「夜魔猫総長の女」として森田の側にいることを決意したが、彼の逮捕後は一年一組と和解した。

### 凶愛連合（きょうあいれんごう）
作中に登場する暴走族。総本部の「凶愛會」をメインに「埼北ウォンバット」、「レッドスパーク」の3チームからなる連合体。かつては「夜魔猫」の勢いに押されていたが、梅の兄である松と竹によって勢力を盛り返した歴史がある。しかし、近年では再び勢いが衰えており、今度こそ消滅の危機に陥っている。
凶愛會の総長が連合の総長を務めるのが伝統であったが、「一年一組」に総本部を移したことで復活を遂げ、「狭間連盟」を傘下に置いて県外のチームとも提携を結ぶこととなる。
守屋 進（もりや すすむ）
凶愛會総長 兼 凶愛連合総長。
自分には凶愛連合の総長を務める器量は無いと感じているものの、何とか連合を存続させようと奔走している。最後は梅に可能性を感じ、周囲の反対を押し切って一年一組に総本部を移して引退した。その後も一年一組とは多少の交流はあり、先輩として助言することもある。
進藤（しんどう）
凶愛連合幹部。
守屋と行動を共にしていることが多い。大島に守屋共々襲われて重傷を負わされる。
阿部 圭吾（あべ けいご）
埼北ウォンバット総長 兼 凶愛連合幹部。
肥満体の男。守屋と進藤が大島に襲われた際は伊勢と共に指揮を執るが、自身も襲撃されて重傷を負わされた。後に守屋が総本部を一年一組に移した際は反発するも、夜魔猫を潰したことで梅を認めるようになる。昼間は現場仕事をしている。
伊勢 豊（いせ ゆたか）
レッドスパーク総長 兼 凶愛連合幹部。
守屋と進藤が大島に襲われた際は阿部と共に指揮を執るが、阿部も襲撃された際は恐ろしさのあまり家に引きこもっていた。後に守屋が総本部を一年一組に移した際は反発するも、夜魔猫を潰したことで梅を認めるようになる。
狭間連盟（きょうかんれんめい）
「刃頭憂駆（バズーカ）」と「ヘルコマンダー」からなる連合体。狭山と入間に勢力を持つことが名前の由来。凶愛連合との抗争に負けて軍門に下ることとなる。
中村（なかむら）
刃頭憂駆総長。
勢力拡大を狙って一年一組に抗争を仕掛けたが、梅とのタイマンでは手も足も出ず完敗し、凶愛連合の傘下となる。
飯田（いいだ）
ヘルコマンダー総長。
刃頭憂駆が一年一組に壊滅させられた報復として抗争を仕掛けるが、梅に完膚なきまでに叩き潰され、凶愛連合の傘下となる。中村と共に独断で華羅侍死へ抗争を仕掛けた際は拉致され、裸で駅に放り出された。

### 夜魔猫（やまねこ）
凶愛連合とは勢力を二分する暴走族。連合体である凶愛連合とは対照的に単独チーム。
近年は凶愛連合を相手に有利に立っていたが、一年一組の台頭により一時は勢力を大きく落とす。しかし、森田が総長に就任してからは華羅侍死を壊滅させるほどにまで勢いを強める。
凶愛連合との抗争では森田と梅が死闘を繰り広げ、決着はつかなかったものの警察の介入で森田をはじめとする幹部達が逮捕され、最後は凶愛連合による残党狩りによって消滅した。
鯨井 正彦（くじらい まさひこ）
夜魔猫総長。
後ろ髪を縛っている。「夜魔猫は単独チームである」という従来の伝統を守っており、初期は守屋からの合併の誘いを突っぱねるなど器量のある人物として描かれていたが、凶愛連合の奇襲を受けて入院した際、梅に腕を折られてからは小物的な要素が強まった。後に森田へ総長の座を譲り、幹部として残るが、メンバーを捨て駒のように扱ったり、警察に捕まった際は森田に罪を擦りつけたりしていた。
木村（きむら）
鯨井の代の夜魔猫No.2。
森熊高校のOBで、下の世代にも顔が広い。鯨井とは対照的に勢力拡大を狙って他県のチームとも提携を試みたり、勝手に集会を行ったりしている。鯨井からは「人間的にはクソ野郎だがケンカはハンパじゃねー」と言われていたが、梅を潰すために森熊へ乗り込んだ際は返り討ちに遭い、ヌードデッサンのモデルにさせられたほか、鑑別所時代に知り合った大島を利用して守屋達を襲撃した際は明雄を巻き込んだため、激怒した小野の一撃を受けて沈黙した。また、樹にも一撃で敗北している。
柳川 弘（やながわ ひろし）
夜魔猫幹部の一人。
藤井 正二（ふじい しょうじ）
夜魔猫の元メンバー。現在は故人。
“拓兄ちゃん”が乗っていたFXを何らかの理由で所持していたが、乗りこなせず事故死した。そのFXは大きな損傷もなく、紆余曲折を経て小野の手に渡った。
森田 敦夫（もりた あつお）
新総長。#森田を参照。

### 華羅侍死（からじし）
所沢の愚連隊。かつては武闘派の暴走族であったが、樹によって解散している。しかし、彼の圧倒的な実力とカリスマによってメンバー自体は残っており、結束力は高い。勢力拡大に興味はないものの所沢への拘りが強く、余所者には容赦しない。
河合 樹（かわい たつき）
華羅侍死のトップ。
かつては暴走族としての華羅侍死の十四代目総長だったが、しがらみの多い暴走族に嫌気が差して解散させている。しかし、かつてヤクザの罠にはまったメンバーを救うために身体を張った過去があり、その件もあってメンバー達からは非常に尊敬されている。地元でもある所沢には非常に強いこだわりがあり、勢力を拡大することに興味はないものの、所沢を荒らす余所者には容赦しない。
元・狭間連盟との抗争を機に凶愛連合とも対立するようになるが、ふとしたことがキッカケで夜魔猫と抗争になる。抗争では木村を一撃で沈黙させ、新たに総長となっていた森田とタイマンとなるが、蹴りの一撃で顔を陥没させられてしまう重傷を負わされて敗北した。

### R・A・T（ラット）
群馬のチームで正式名称は「Rolling Alley Team」。木村の助っ人として夜魔猫の集会に参加して取り入ろうとするが、夜魔猫と別れた直後に一年一組と成り行きで抗争となり壊滅させられた。抗争後は凶愛連合と提携を結ぶ。

### ゴーストエンジェル
群馬の高崎を拠点とするチーム。埼玉進出を目指して一年一組及び凶愛連合に抗争を仕掛けるが壊滅し、総長も桜井に敗北した。抗争後は凶愛連合と提携を結ぶ。

### クラッシュアーミー
栃木のチーム。森田の試合の観戦のついでに餃子を食べにきた一年一組と小競り合いとなり、後に総出で埼玉へ攻め込むが、復活を遂げた夜魔猫に壊滅させられる。その後は凶愛連合と提携を結ぶ。
三浦（みうら）
クラッシュアーミー総長。
餃子を食べにきた一年一組が栃木進出を目論んでいると勘違いし、総出で埼玉へ攻め込むが夜魔猫に敗北した。

### 刃矢舞刺（はやぶさ）
群馬のチーム。ヤンキーオートの「文通コーナー」に掲載された一年一組を潰そうとするが、復活を遂げた夜魔猫に壊滅させられる。メンバーの特攻服には刃夜舞刺と表記されていた。
土井 晋平（どい しんぺい）
刃矢舞刺総長。
「文通コーナー」を見て一年一組を潰そうとするが、夜魔猫に壊滅させられた。

### 雷人（ライト）
長野を拠点とするチーム。林間学校に訪れた一年一組と知り合う。
戸橋 光（とばし ひかる）
雷人メンバー→総長。
小野とは幼い頃からの友人で、家庭の事情により離れ離れになっていたが、軽井沢で再会を果たす。後に雷人の総長を継ぎ、一年一組が爆連団の井川に襲われた際は応援に駆けつけて危機を救ったが、自らの力を過信してしまう部分があったため、梅や小野からは「総長の器じゃない」と心配されており、前任の総長の金田からも釘を刺されていた。
総長就任後は凶愛連合と提携を結んで勢力拡大を狙うが、前述の性格と欲の深さが祟って地元のギャングと抗争になってしまい、最期は凄惨な暴行を受けて命を落としてしまった。享年16歳。
生前は「いつか小野と一緒に走りたい」と言っていたらしく、その遺志は小野が継ぐこととなった。
金田（かねだ）
雷人の元総長。
林間学校で訪れた一年一組に対しても寛容な態度で接するなど器量がある。後に光へ総長を譲るが、彼の死後は小野に跡を継いで欲しいとお願いした。
小野 真彦（おの まさひこ）
雷人の新総長。
#小野を参照。

### 爆連団（ばくれんだん）
東京の青梅に本部を置く名門チームで、黒魔車など多数のチームや支部を傘下に置いている。組織内は完全な実力主義で、抗争に負けたチームや支部は除隊を余儀なくされる。
かつては巨大化しすぎたが故に警察の徹底的な取り締まりで衰退し、極道に泣きついていたが上條の手腕によって立て直されている。
幹部の井川が凶愛連合と小競り合いを起こしたことで抗争に発展し、抗争では圧倒的な人数差で有利に立つが、梅が引き連れてきた無数のチームにより互角に持ち込まれ、上條も梅とのタイマンに敗北した。
上條 信也（かみじょう しんや）
爆連団総長。
肥満体に額の傷が特徴。かつて警察の徹底的な取り締まりによって衰退した末に極道へ泣きついていた時期に総長となり、手始めに身体を張って極道との関係を切った。その際に刀で額を斬られており、現在も痕として残っている。それ以来チームを圧倒的な実力とリーダーシップでまとめており、再び強大な組織へ立て直した。
当初は引退を考えていたが、黒魔車や井川が県外の勢力に潰されたことや葉山の敗北を受けて引退を撤回し、凶愛連合との抗争に臨む。抗争では後方で戦況を窺っていたが、突っ込んできた一年一組の部隊によってメンバーから分断され、梅とタイマンになる。当初は有利に戦いを進めるも、一瞬の隙を突かれて額を割られてしまい、そのまま押し切られて敗北した。
葉山（はやま）
爆連団No.2。
長髪に前歯がない。喧嘩の際は金属の入った手袋をはめる。池袋へ遊びに来た梅と喧嘩になり、一度目は一方的に倒したが、後日一人で乗り込んできた梅と再びタイマンになって倒される。
凶愛連合との抗争では棘を埋め込んだ手袋に変えて梅を狙うが、阿部と伊勢のコンビによって倒される。
井川（いがわ）
爆連団幹部の一人。
次期総長の座を狙って埼玉への進出を目論み、凶愛連合へ抗争を仕掛けて壊滅寸前まで追い詰めるが、梅とのタイマンでは手も足も出ずに敗北した。
黒魔車（くろましゃ）
爆連団の傘下チームの一つ。次期総長の座を狙って横浜へ進出しようとしたが壊滅させられた模様。

### その他
梅の父
正木梅の父親で正木組組長。組は小規模ながらも人を育てることに長けており、後に組長や幹部となった者を多く輩出している。実子である梅のことを特別扱いすることはなく、夜魔猫との抗争で重傷を負わされた梅に対しては自分の力でケリをつけさせようとしていた。普段はヤスと事務所にいることが多く、梅に度々レンタルビデオ屋の会員証を無断で使用されている。
ヤス
正木組組員。
梅のお目付役のようなポジションにおり、「若」と呼ぶ。梅のことは大事に思っており、彼の愛車を組み立てた張本人。
正木 松（まさき まつ）・竹（たけ）
劇中では名前のみ登場。梅の兄で、共に凶愛連合を立て直した過去がある。
大島（おおしま）
スキンヘッドに前歯がない危険人物。鑑別所時代に木村と知り合い、出所後は夜魔猫へ入れてくれるように頼んでいた。非常に凶暴かつ何をしでかすか予想できない人物であり、保護司を半殺しにしたことがある。その性格を利用した木村の指示を受けて凶愛連合の守屋・進藤・阿部を襲撃する。しかし、その場にいた明雄も襲撃してしまったことで一年一組と対立するようになったが、最後は警察に再び逮捕され、連行される間際に梅から一撃を受けてもヘラヘラと笑っていた。
谷口 拓也（たにぐち たくや）
幼少期の小野の近所に住んでいた青年で、よく小野を可愛がっていた。一匹狼の走り屋でテクは凄まじく、その界隈では半ば伝説と化していたが、ある時に事故を起こして帰らぬ人となった。
愛車はカワサキ・Z400FXで、自身も愛車には強いこだわりがあった。小野にはいつか愛車を譲る約束をしており、紆余曲折を経て乗り継ぐこととなった小野の方も仕様を変えることなく乗っている。

## 書誌情報
- 古沢優『Rock'n爆音』秋田書店〈少年チャンピオンコミックス〉、全13巻
  1. 1998年9月18日発売[2]、ISBN 4-253-04528-6
  2. 1999年2月5日発売[3]、ISBN 4-253-04529-4
  3. 1999年7月15日発売[4]、ISBN 4-253-04530-8
  4. 1999年11月4日発売[5]、ISBN 4-253-04574-X
  5. 2000年5月18日発売[6]、ISBN 4-253-04575-8
  6. 2000年9月21日発売[7]、ISBN 4-253-05303-3
  7. 2001年2月22日発売[8]、ISBN 4-253-05304-1
  8. 2001年8月9日発売[9]、ISBN 4-253-05371-8
  9. 2002年1月17日発売[10]、ISBN 4-253-05372-6
  10. 2002年6月13日発売[11]、ISBN 4-253-05373-4
  11. 2002年11月21日発売[12]、ISBN 4-253-05764-0
  12. 2003年4月7日発売[13]、ISBN 4-253-05765-9
  13. 2003年7月3日発売[14]、ISBN 4-253-05766-7